# The Independent Game Rating System
 (avril 2020).
Si vous disposez d'ouvrages ou d'articles de référence ou si vous connaissez des sites web de qualité traitant du thème abordé ici, merci de compléter l'article en donnant les références utiles à sa vérifiabilité et en les liant à la section « Notes et références ».
The Independent Game Rating System (TIGRS) est un système d’évaluation pour les jeux vidéo.

## Classification
| Icône | Description                             |
| ----- | --------------------------------------- |
|       | Family Friendly (Pour toute la famille) |
|       | Teen Content (contenu pour adolescent)  |
|       | Adult Content (contenu pour adulte)     |